# Jakub II. Skotský
Jakub II. (16. října 1430 – 3. srpna 1460), syn Jakuba I. a jeho manželky Johany Beaufortové, byl králem Skotska v letech 1437 až 1460. Měl staršího bratra dvojče Alexandra, který zemřel mladý. Byl otcem skotského krále Jakuba III.

## Mládí
Na trůn nastoupil v sedmi letech a po většinu času byla moc soustředěna do rukou jiných lidí. Atentát na jeho otce byl částí snahy Waltra Stewarta, hraběte z Athollu, převzít vládu. Tento pokus se ale nezdařil a on i jeho spojenci byli zajati a popraveni.
V letech 1437 až 39 byl Jakubovým poručníkem a nejvlivnější osobou království Archibald Douglas. Po jeho smrti a vlivem nedostatku vlivných šlechticů došlo k rozdělení vlivu v zemi mezi Viléma, hraběte z Crichtonu a lorda kancléře Skotska (ve spolupráci s Jakubem Douglasem, hrabětem z Avondalu), a sira Alexandra Livingstona. Roku 1440 byli na Edinburském hradu zabiti Vilém Douglas, hrabě z Douglasu a jeho bratr. Uvádí se, že podíl na této vraždě měli hrabě z Crichtonu, Livingston i Jakub Douglas, který tak zdědil titul hraběte z Douglasu a stal se nejvlivnějším šlechticem v zemi.

## Spory s rodem Douglasů
Roku 1449 dosáhl Jakub plnoletosti. Členové rodu Douglasů, kteří mezitím obsadili mnohé vlivné pozice ve vládě, toho využili k odstranění Livingstona. Douglas a hrabě z Crichtonu pokračovali v prosazování svých zájmů a Jakubova schopnost vládnout samostatně bez jejich opory byla minimální.
Ten se s touto skutečností nechtěl smířit a v letech 1451 až 55 vedl boj o svou nezávislost na rodu Douglasů. Tento proces zahájil v době, kdy byl hrabě Douglas mimo Skotsko a vyvrcholil jeho vraždou 22. února 1452 na Stirlinském hradu. Tato vražda neznamenala ztrátu vlivu Douglasů, ale vedla k přerušované občanské válce v letech 1452 až 55. Jakub se pokusil ovládnout jejich panství, ale byl donucen potupně je Jakubovi, 9. hraběti z Douglasů vrátit.
Mnohé vojenské střety neměly zpočátku jasného vítěze a Jakubova pozice byla často ohrožena. Ten ale spojence Douglasova rodu obdaroval pozemky, půdou a tituly a získal tak převahu na svou stranu. K rozhodné porážce rodu Douglasů došlo v květnu 1455 v bitvě u Arkinholmu. V následujícím období Skotský parlament zabavil panství a hrady rodu Douglasů ve prospěch krále. Hrabě Douglas byl nucen utéci do exilu v Anglii a Jakub se tak stal svrchovaným a samostatným vládcem země.

## Vláda
V letech 1455 až 60 se Jakub II. choval jako aktivní panovník. Nicméně jeho ctižádostivé plány obsadit Orkneje, Shetlandy a ostrov Man selhaly. Cestoval po zemi a získával finanční prostředky mimo jiné i tím, že snižoval za úplatu tresty zločincům odsouzeným za vážné zločiny. Roku 1458 vydal parlament nařízení, které mělo toto královo chování upravit.
Jakub II. byl nadšeným podporovatelem moderního dělostřelectva, které začal používat v boji proti rodu Douglasů. Roku 1460 se účastnil obléhání Roxburského hradu, jednoho z posledních původně skotských hradů, který byl od války za nezávislost v rukou Angličanů. 3. srpna jedno z děl vybuchlo a krále zabilo. Obléhání hradu skončilo úspěchem Skotů o několik dní později.
Jeho nástupcem se stal syn Jakub, jehož regentkou se stala na tři následující roky až do své smrti manželka Jakuba II., Marie z Guelders.